# Fraiture (Vielsalm)
Pour les articles homonymes, voir Fraiture.
Fraiture (en wallon : Frêteûre) est un village de la commune belge de Vielsalm située en Région wallonne dans la province de Luxembourg.
Avant la fusion des communes de 1977, il faisait partie de la commune de Bihain.

## Géographie
À un kilomètre au sud-ouest de Fraiture se trouve la Baraque de Fraiture, le point culminant de la province de Luxembourg (652 m).
Fraiture est un village du plateau des Tailles situé à une altitude allant de 540 m à 583 m, ce qui en fait un des villages les plus élevés de Belgique. Au sud du village, le lotissement du Coteau Saint-Hilaire composé d'une vingtaine d'habitations dépasse l'altitude de 600 m.

## Patrimoine
- L’église Saint-Hilaire

## Sport et tourisme
La station de ski de la Baraque de Fraiture est ouverte une vingtaine de jours par an.